# Södersysslets tingslag
Södersysslets tingslag var ett tingslag i Värmlands län i Södersysslets domsaga. Tingsplats var Säffle och Häljebol.
Tingslaget inrättades 1948 i Södersysslets domsaga och föregicks av Näs tingslag och Gillbergs tingslag. Det motsvarade Gillbergs härad och Näs härad.
Tingslaget uppgick den 1 januari 1970 i Arvika tingsrätt och dess domsaga.

## Omfattning

### Socknarna i häraderna
- Gillbergs härad
- Näs  härad

### Kommuner (från 1952)
- Värmlandsnäs landskommun
- Gillberga landskommun
- Svanskogs landskommun
- Stavnäs landskommun
- Glava landskommun
- Säffle stad